# Felisberto Sebastião de Graça Amaral
Felisberto Sebastião de Graça Amaral, noto semplicemente come Gilberto (Luanda, 21 settembre 1982) è un ex calciatore angolano, di ruolo centrocampista.

## Statistiche

### Presenze e reti nei club
Statistiche aggiornate al 30 giugno 2013.
| Stagione            | Squadra             | Campionato          | Campionato | Campionato | Coppe nazionali | Coppe nazionali | Coppe nazionali | Coppe continentali | Coppe continentali | Coppe continentali | Altre coppe | Altre coppe | Altre coppe | Totale | Totale |
| Stagione            | Squadra             | Comp                | Pres       | Reti       | Comp            | Pres            | Reti            | Comp               | Pres               | Reti               | Comp        | Pres        | Reti        | Pres   | Reti   |
| ------------------- | ------------------- | ------------------- | ---------- | ---------- | --------------- | --------------- | --------------- | ------------------ | ------------------ | ------------------ | ----------- | ----------- | ----------- | ------ | ------ |
| 2001-2002           | Al-Ahly             | PL                  | 7          | 1          | CE              | 2               | 0               | CCL                | 9                  | 0                  | S-AE+SA     | 1+1         | 0           | 20     | 1      |
| 2002-2003           | Al-Ahly             | PL                  | 21         | 2          | CE              | 7               | 1               | CC                 | 4                  | 1                  | -           | -           | -           | 30     | 4      |
| 2003-2004           | Al-Ahly             | PL                  | 23         | 1          | CE              | 2               | 0               | ACL+CCL            | 7+2                | 0                  | SE          | 1           | 0           | 35     | 1      |
| 2004-2005           | Al-Ahly             | PL                  | 15         | 1          | CE              | 1               | 0               | CCL                | 13                 | 0                  | -           | -           | -           | 29     | 1      |
| 2005-2006           | Al-Ahly             | PL                  | 11         | 1          | CE              | 0               | 0               | CCL                | 0                  | 0                  | SE+SA+Cmc   | 1+0+1       | 0           | 13     | 1      |
| 2006-2007           | Al-Ahly             | PL                  | 2          | 0          | CE              | 0               | 0               | CCL                | 8                  | 0                  | SE+SA+Cmc   | 0           | 0           | 10     | 0      |
| 2007-2008           | Al-Ahly             | PL                  | 20         | 1          | CE              | 0               | 0               | CCL                | 12                 | 0                  | SE          | 1           | 0           | 34     | 1      |
| 2008-2009           | Al-Ahly             | PL                  | 22+1       | 1          | CE              | 2               | 0               | CCL+CC             | 4+2                | 0                  | SE+SA+Cmc   | 0+1+1       | 0           | 33     | 1      |
| 2009-2010           | Al-Ahly             | PL                  | 11         | 0          | CE              | 3               | 0               | CCL                | 0                  | 0                  | SE          | 1           | 0           | 15     | 0      |
| Totale Al-Ahly      | Totale Al-Ahly      | Totale Al-Ahly      | 132+1      | 8          |                 | 17              | 1               |                    | 61                 | 1                  |             | 9           | 0           | 220    | 10     |
| 2010-2011           | Lierse              | PL                  | 16+5       | 0          | CB              | 1               | 0               | -                  | -                  | -                  | -           | -           | -           | 22     | 0      |
| 2011-gen. 2012      | Lierse              | PL                  | 13         | 0          | CB              | 2               | 0               | -                  | -                  | -                  | -           | -           | -           | 15     | 0      |
| Totale Lierse       | Totale Lierse       | Totale Lierse       | 29+5       | 0          |                 | 3               | 0               |                    | -                  | -                  |             | -           | -           | 37     | 0      |
| gen.-giu. 2012      | AEL Limassol        | AK                  | 3+5        | 0          | CC              | 5               | 0               | -                  | -                  | -                  | -           | -           | -           | 13     | 0      |
| 2012-2013           | AEL Limassol        | AK                  | 6+2        | 1          | CC              | 2               | 0               | UCL+UEL            | 5+2                | 0                  | SC          | 0           | 0           | 17     | 1      |
| Totale AEL Limassol | Totale AEL Limassol | Totale AEL Limassol | 9+7        | 1          |                 | 7               | 0               |                    | 7                  | 0                  |             | 0           | 0           | 30     | 1      |
| Totale carriera     | Totale carriera     | Totale carriera     | 183        | 9          |                 | 27              | 1               |                    | 68                 | 1                  |             | 9           | 0           | 287    | 11     |

## Palmarès

### Club

#### Competizioni nazionali
- Campionato egiziano: 6

Al-Ahly: 2004-2005, 2005-2006, 2006-2007, 2007-2008, 2008-2009, 2009-2010
- Coppa d'Egitto: 3

Al-Ahly: 2002-2003, 2005-2006, 2006-2007
- Supercoppa d'Egitto: 5

Al-Ahly: 2003, 2005, 2006, 2007, 2008

#### Competizioni internazionali
- CAF Champions League: 3

Al-Ahly: 2005, 2006, 2008
- Supercoppa CAF: 4

Al-Ahly: 2002, 2006, 2007, 2009